# هو ديكسون
هو ديكسون (بالإنجليزية: Huw Dixon)‏ هو اقتصادي بريطاني، ولد في 1958 في سوانزي في المملكة المتحدة.